# Lonely (canção de Justin Bieber e Benny Blanco)
"Lonely" é uma canção do cantor canadense Justin Bieber e do produtor norte-americano Benny Blanco, gravada para o sexto álbum de estúdio de Bieber Justice (2021). A canção foi escrita por Bieber, Blanco e Finneas, com a produção sendo realizada pelos dois últimos. Foi lançada pela Def Jam Recordings, Interscope Records e Friends Keep Secrets em 16 de outubro de 2020 como segundo single do álbum.

## Antecedentes
"Quando ele [Blanco] e [Finneas] me mostraram essa música, para ser honesto, foi difícil ouvir considerando como foi difícil superar alguns desses capítulos", escreveu Bieber sobre a canção. "Eu entrei no estúdio e cantei, o que não foi fácil, mas eu realmente comecei a ver a importância de contar essa história! Isso me fez perceber que todos nós nos sentimos sozinhos às vezes. Estando na minha posição, acho que é poderoso expressar vulnerabilidade e é por isso que acho essa música tão poderosa".
Falando da canção, Blanco revelou que Bieber estava "muito nervoso", e contemplou se deveria lançar ou não lançar a canção. "Porque ele é como, 'As pessoas me conhecem por esta coisa e é como se eu nunca tivesse sido tão bruto'. Ele está cru com esta canção. Esta canção nos aproximou muito mais. E é que ele está realmente se abrindo sobre isto e é super vulnerável".

## Composição
"Lonely" é uma balada emocional com um arranjo minimalista e apresenta uma melodia sombria de piano. Tem uma duração de dois minutos e vinte e nove segundos. Liricamente, Bieber reflete sobre os obstáculos que enfrentou no início de sua carreira, incluindo algumas percepções e críticas com as quais teve que lidar enquanto ganhava fama na adolescência, e os sentimentos de isolamento e solidão que experimentou ao não encontrar ninguém que pudesse se relacionar com sua situação e dar-lhe apoio emocional. Ele também admite os erros que cometeu ao longo do caminho.

## Apresentações ao vivo
Em 17 de outubro de 2020, Bieber cantou a canção ao vivo com Blanco no Saturday Night Live.

## Históricos de lançamentos
| País           | Data                  | Formato(s)                 | Gravadora(s)                            | Ref.   |
| -------------- | --------------------- | -------------------------- | --------------------------------------- | ------ |
| Vários         | 16 de outubro de 2020 | Download digital streaming | Def Jam Interscope Friends Keep Secrets | [ 15 ] |
| Estados Unidos | 20 de outubro de 2020 | Rádios mainstream          | Def Jam Interscope Friends Keep Secrets | [ 16 ] |